# よしひろまさみち
よしひろまさみち（1972年10月21日 - ）は、日本のライター・編集者。日本映画ペンクラブ会員。日本アカデミー賞会員。東京都新宿区出身。
東京都立広尾高等学校卒業。法政大学文学部教育学科心理学コース卒業。山野愛子美容学校通信教育科卒業。

## 略歴
大学在学時に、ゲイ雑誌『バディ』編集部で雑誌編集を始める。以降、『CDジャーナル』『design plex』『VIDEO INSIDER JAPAN』『saita』などの編集部を経てフリーランスに。
『sweet』『otona MUSE』のカルチャーページ編集・執筆のほか、映画レビュー、インタビューなどを『SPA!』『oz magazine』『シネコンウォーカー』『DVD&Blu-ray VISION』『SPRiNG』ほか、雑誌を中心に連載。2012年6月より日本テレビ系『スッキリ!!』で月一度の映画紹介に出演。
オフィシャル素材や業界向け媒体への無記名執筆も多数。
ペンネームは本名をひらがなにひらいただけ。DTPで関わったムック制作時、奥付のスタッフ表記で編集者が「ひらがなのほうがかわいいから」とひらいたのがきっかけ。

## 人物
幼少期から主に洋画中心に映画鑑賞。
両親が共働き、いじめられっ子のため、子どもの頃から映画館通いをしていた。
生まれ育ちは新宿区。両親ともに西日本出身のため、江戸っ子ではない。両親ともに他界。
中学校時代から吹奏楽を始め、15年ほど活動。担当はチューバ、ユーフォニウム、パーカッション。全日本吹奏楽コンクール大会の観戦は継続中。
心理カウンセラーを目指して大学に進学したが、学費のために昼間の仕事に勤しみ、次第に進路変更を考える。母のすすめで大学2年次より美容学校へのダブルスクール開始（卒業〜美容師国家資格試験学科のみ合格）。大学4年次に『MAC LIFE』編集部アルバイトを始め、雑誌編集に興味を持つ。『バディ』編集部での勤務の後、音楽出版社へ移り、データ管理部〜DTP〜ムック編集部を経て『CDジャーナル』編集部（映像ソフト担当）に配属。同社退社の後は、フリーランス（または契約フリー）のライター業・編集業に。
CG黎明期に創刊された『design plex』編集〜ライター時代に、映像テクノロジー・VFXなどにのめりこみ、専門誌『CG WORLD』で連載をしたことも。
キャリア初期が音楽誌、女性誌、ゲイ雑誌だったため、映画を中心にしつつも、音楽、ダイエット、美容、ショップ取材、ゴシップ、下ネタなど、幅広くライターとして活動していた。
現在は、映画・ドラマを専門に執筆している。得意分野は英語圏洋画、アジア映画、日本映画、海外ドラマ、LGBT映画、ゲイ向けピンク映画。
テレビ・ラジオでの生放送解説経験から、イベントでのトーク登壇などもこなす。
見目麗しく成長しそうな若手男優発掘に力を注いでいる。
特に『男優倶楽部』（のちに『acteur』に改名）で連載を始めた小栗旬の「小栗旬報」では、一俳優への密着で10年以上にわたる取材を担当し、異例の長期連載に。
映画以外の得意分野は、音楽、食、旅。
趣味は音楽鑑賞、観劇、旅行。
中学〜高校時代に歌舞伎とアングラ演劇の追っかけをしていた。
音楽は角松敏生、吉田美奈子、槇原敬之、嵐などの邦楽、クラシック、テイク・ザットやマドンナなどの洋楽ポップが中心。
旅行は国内、海外ともに。ゲイバー、ゲイタウンがあるところならどこでも。特に往来が多いのは札幌、大阪、福岡、沖縄、台湾、香港、シンガポール、タイ、LA、NYC、サンフランシスコ、ロンドン。
ゲイとしてカミングアウト済み。30代のときにゲイバーでのアルバイト経験あり。

## 連載・出演

### 紙媒体・Web（連載・イレギュラー）
- sweet
- SPRiNG
- GLOW
- otona MUSE（宝島社）
- FRaU
- 週刊現代（講談社）
- oz magazine（スターツ出版）
- SPA!（扶桑社）
- ELLE
- ELLE girl
- ELLE Online（ハースト婦人画報社）
- Vogue Japan
- GQ Japan（コンデナスト・ジャパン）
- 東京ウォーカー
- シネコンウォーカー
- T.
- TOHO CINEMAS MAGAZINE
- DVD＆Blu-rayで〜た（KADOKAWA）
- キネマ旬報（キネマ旬報社）
- スクリーン（近代映画社）
- FLIX（ビジネス社）
- 別冊ぴあ（ぴあ）
- 週刊文春
- CREA（文芸春秋社）
- an・an（マガジンハウス）
- 日本映画NAVI（産経新聞社）
- 東京スポーツ新聞（東京スポーツ新聞社）
- 朝日新聞（朝日新聞社）
- 週刊ポスト
- 女性セブン（小学館）
- オリ★スタ
- De☆View（オリコン）
- DVD&Blu-ray VISION（日之出出版）
- デジモノステーション
- エンタメステーション（M-ON!）
- Meets Regional
- SAVVY（京阪神エルマガジン社）
- シネマカフェ（シネマカフェ）
- シネマトゥデイ（シネマトゥデイ）
- 映画.com（エイガ・ドット・コム）
- 映画ナタリー（ナタリー）
- 日経トレンディネット（日経BP社）

### 書籍（共著）
- 小栗旬 First Stage
- 小栗旬 Next Stage（キネマ旬報社）
- SHIHO AND GREAT CREATORS（宝島社）
- 最好的台湾（講談社）

### テレビ・ラジオ・インターネット放送（レギュラー・イレギュラー）
- スッキリ!!
- SENSORS（日本テレビ）
- BLUE OCEAN
- クロノス
- アポロン★（TOKYO FM）
- ディズニーっコすたじお（ニコ生）
- キネマのDAIGO☆味（J:COM）